# Лум Жавелі
Лум Жавелі (5 березня 1990) — косовський плавець.
Учасник Олімпійських Ігор 2016 року, де в попередніх запливах на дистанції 50 метрів вільним стилем посів 57-ме місце і не потрапив до півфіналів.